# Xanthocalanus subagilis
Xanthocalanus subagilis är en kräftdjursart som beskrevs av Wolfenden 1904. Xanthocalanus subagilis ingår i släktet Xanthocalanus och familjen Phaennidae. Inga underarter finns listade i Catalogue of Life.